# Estherville
Estherville is een plaats (city) in de Amerikaanse staat Iowa, en valt bestuurlijk gezien onder Emmet County.

## Demografie
Bij de volkstelling in 2000 werd het aantal inwoners vastgesteld op 6656. In 2006 is het aantal inwoners door het United States Census Bureau geschat op 6319, een daling van 337 (-5,1%).

## Geografie
Volgens het United States Census Bureau beslaat de plaats een oppervlakte van 13,5 km², geheel bestaande uit land. Estherville ligt op ongeveer 395 m boven zeeniveau.

## Plaatsen in de nabije omgeving
De onderstaande figuur toont nabijgelegen plaatsen in een straal van 20 km rond Estherville.